# Humberto de Araújo
Humberto de Araújo Benevenuto (Rio de Janeiro, 4 de agosto de 1903 — data e local de morte desconhecidos), foi um meio campista da seleção brasileira de futebol na primeira Copa do Mundo de 1930 no Uruguai.

## Títulos
Flamengo
- Campeão Carioca: 1925, 1927

Botafogo
- Campeão Carioca: 1932